# Irina Rozovsky
Irina Rozovsky (nascida em 1981) é uma fotógrafa americana nascida na Rússia.

## Vida e trabalho
Rozovsky nasceu em Moscovo. Ela estudou no Massachusetts College of Art and Design em Boston, Massachusetts.
Island on my Mind foi a vencedora do Prémio Dummy de melhor álbum de fotos inéditas, no Kassel Photo Book Festival 2014.